# Frankie J. Holden
Frankie J. Holden, geboren als Peter Brian (18 december 1952), ook bekend als Frank Holden, is een Australische zanger, acteur en televisiepresentator. Hij is tevens mede-eigenaar van het Tathra Beach Family Park in Tathra, New South Wales en in die hoedanigheid ook actief in het bestrijden van de economische impact van de jaarlijkse natuurbranden in Australië.

## Zangcarrière
Brian werkte als registeraccountant in Australië toen hij in 1975 leadzanger werd van de band Fanis in Sydney. Producer Glenn A. Baker bedacht in datzelfde jaar een geheel nieuw image voor de band. Vanaf dat moment speelde de band, onder de nieuwe naam Ol'55 en gekleed in retro-jarenvijftig-rock-'n-rollkleding, zowel covers als nieuwe nummers in de stijl van die tijd.
Zanger Brian hanteerde de artiestennaam Frankie J. Holden (een verwijzing naar de FJ Holden, een iconisch Australisch automodel dat in hetzelfde jaar werd geïntroduceerd waarin Brian geboren werd). Ook als solo artiest en in zijn latere carrière als acteur en presentator bleef Holden zijn artiestennaam hanteren.
Holden stapte in mei 1977 uit de band, maar trad in de jaren tachtig nog wel op in diverse formaties met (een deel van) zijn oude bandleden en als solo artiest. Tegenwoordig treedt hij af en toe op met de formatie Ol'Skydaddies, een band bestaande uit voormalige leden van Ol'55, Skyhooks en Daddy Cool, en als solo artiest. Dat laatste doet hij onder andere in het hoogseizoen op zijn vakantiepark.

## Televisiecarrière

### Acteur
Vanaf de jaren tachtig werd Holden vooral bekend als acteur en presentator. Na wat kleine rollen en een gastrol in de dramaserie Prisoner: Cell Block H wordt hij gecast als Robert Barton in de jeugdserie C/o The Bartons, gevolgd door de rol van Harold Gribble in het eerste seizoen van Round the Twist. Daarna volgen gastrollen in The Flying Doctors en A Country Practice en grotere rollen in Late for School, Police Rescue (als sergeant Glenn "Spider" Webb) en Blue Healers (als detective Jack Woodley).
In 2000 krijgt Holden een van de hoofdrollen in de serie Something in the Air, gevolgd door een hoofdrol in het eerste seizoen van Underbelly en The Strip. Tussen 2013 en 2018 speelt hij Roy Briggs in A Place to Call Home en sinds 2019 is hij te zien als Ian Shaw in Home and Away.

### Presentator
Tussen 1996 en 1998 presenteert Holden de revival van het varietémagazine In Melbourne Tonight. Vanaf 2009 presenteert hij diverse kampeer- en reisprogramma's, waaronder Discover Downunder met zijn echtgenote Michelle Pettigrove.

## Filmcarrière
Holden speelde in diverse films, waaronder Clubland, Proof, The Big Steal, Return Home, Evil Angels en High Tide. Opvallend is een cameo-optreden in de film The FJ Holden (1977). De titel van die film verwijst naar de auto waarin de hoofdpersonages rondrijden, de Holden FJ. Dat is hetzelfde automodel waar Brian zijn artiestennaam op baseerde.

## Persoonlijk
Holden is twee keer getrouwd. Uit zijn eerste huwelijk, met danseres Melda Rees, heeft hij drie dochters. Rees overleed in 1997 aan de gevolgen van kanker. Met zijn tweede en huidige vrouw, actrice Michelle Pettigrove, heeft hij één dochter. Hij woont met Pettigrove en zijn jongste dochter aan de Sapphire Coast, New South Wales.

## Orde van Australië
In 2016 ontvangt Holden de medaille van de Orde van Australië. Die krijgt hij voor zijn verdiensten aan de bevolking van de Sapphire Coast en zijn bijdragen in de kunsten.